# Orthopantomographie

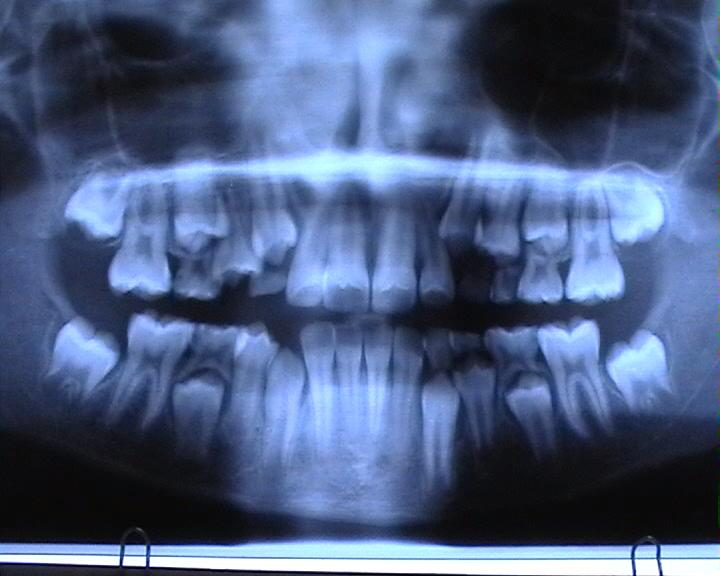
Orthopantomogramm eines Wechselgebisses

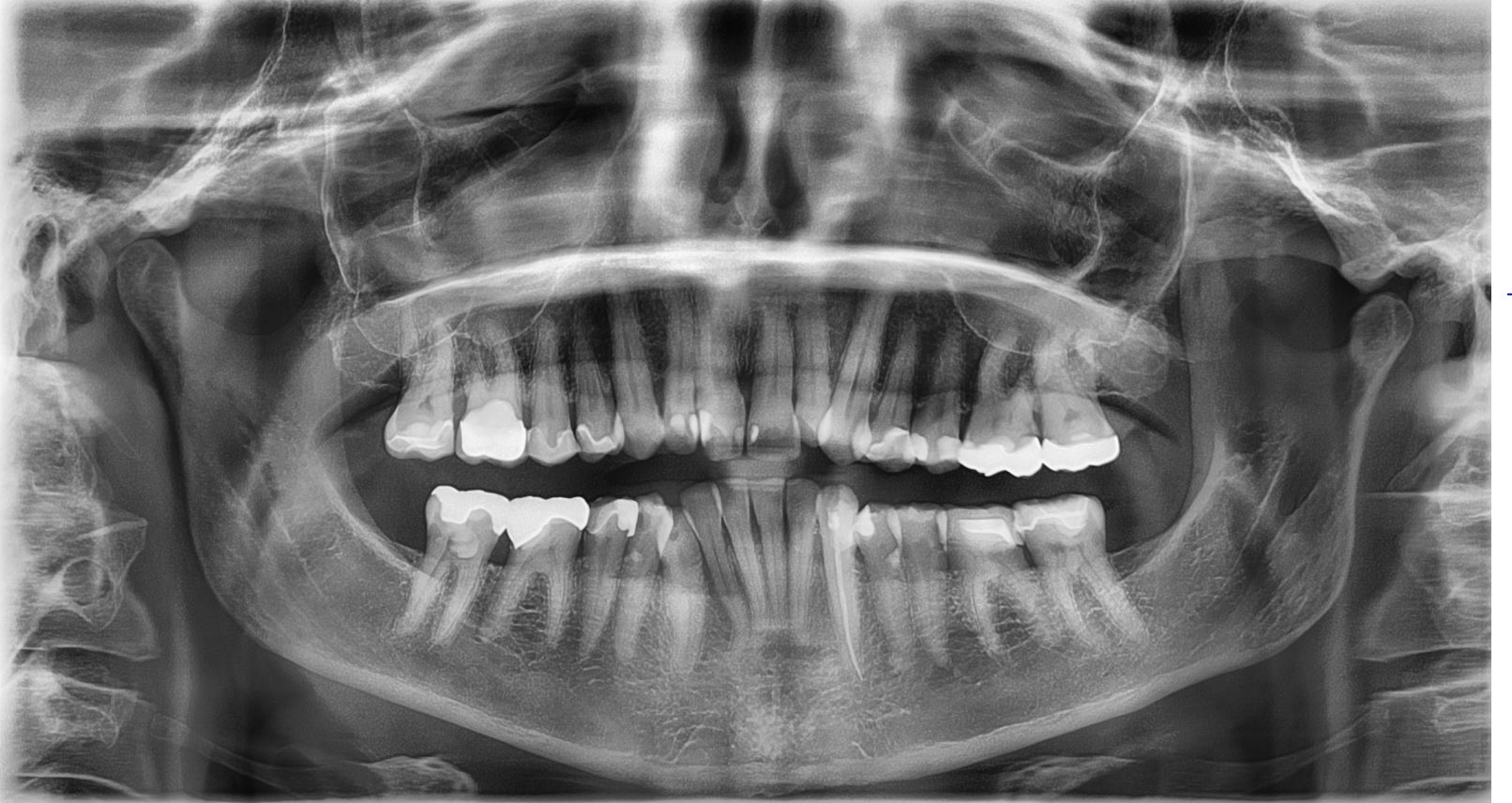
OPG eines Erwachsenen

Ein Orthopantomogramm (OPT oder OPG, seltener OPTG), auch Panoramaschichtaufnahme (PSA) genannt, ist eine zweidimensionale Röntgenaufnahme des Ober- und Unterkiefers in Form eines Halbkreises von einem Ohr zum anderen. Es ist ein Standardverfahren der dentalen Radiographie und erlaubt eine diagnostische Röntgenaufnahme der Ober- und Unterkiefer des Menschen, dabei werden alle Zähne, die angrenzenden Kieferbereiche, beide Kiefergelenke und ebenso die rechte und die linke Kieferhöhle abgebildet. Das OPT erfasst ferner den seitlichen Halsbereich, so dass auch Arterienverkalkungen der großen Halsschlagadern diagnostizierbar sind.

## Geschichte

Numatas Schema des Panorama-Röntgens

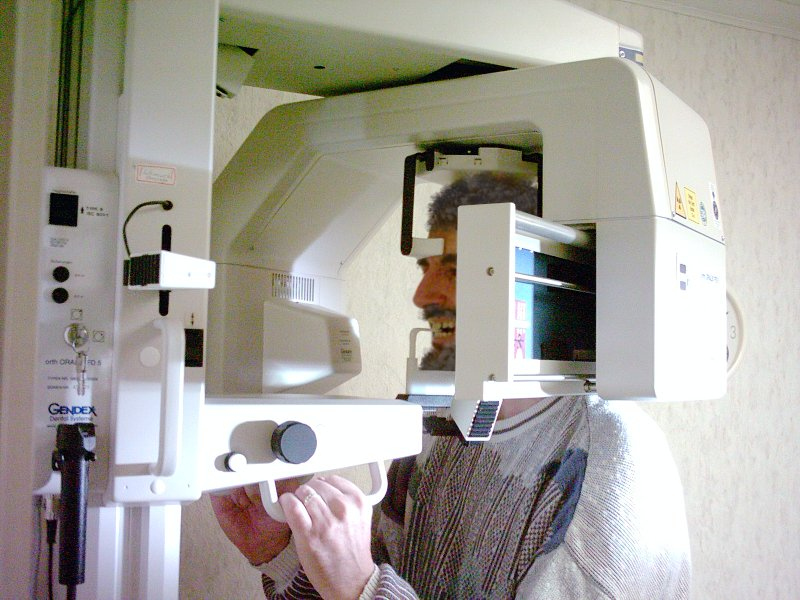
Ein OPT-Gerät in Startposition

Der Japaner Hisatugu Numata entwickelte 1933/34 das erste Panorama-Röntgengerät. Yrjö Veli Paatero (1901–1963) aus Finnland entwickelte zusammen mit dem Ingenieur Timo Nieminen die Technik Numatas weiter und gab dem von ihm entwickelten Gerät zunächst den Namen „Parabolography“, den er 1950 in „Pantomography“ änderte, bevor er 1958 auf Anregung des Japaners Eiko Sairenji den Namen „Orthopantomography“ (OPG) prägte. Das erste dieser Geräte wurde von der Firma Palomex, Finnland unter dem Handelsnamen Orthopantomography mit dem Namen „Panorex“ 1961 von der Firma S. S. White vertrieben.

## Das OPT-Gerät

DXIS (Direct X-ray Imaging System)
in Echtzeitdarstellung

Das Aufnahmegerät, Orthopantomograph oder OPT-Gerät genannt, benutzt die in der Medizin weit verbreitete Röntgen-Technologie der Röntgentomographie: Dabei fährt die Aufnahmeeinheit mit einer Filmkassette oder einer digitalen Zeilenkamera während der Aufnahme von links hinten kommend um das Gesicht des Patienten herum und beschreibt auf diese Weise etwas mehr als einen Halbkreis. Währenddessen umfährt die Röntgenröhre den Kopf von rechts nach links um den Hinterkopf herum. Die Röntgenröhre ist so gebaut, dass sie ein keilförmiges, senkrechtes Strahlenbündel aussendet, welches sich von etwa 0,25 mm auf etwa 3 mm erweitert. Dieses Strahlenbündel durchleuchtet die Kieferabschnitte und passiert anschließend einen senkrechten Spalt in einem der Filmkassette vorgelagerten Abschirmblech aus Blei. Dahinter befindet sich die feststehende Zeilenkamera. Die Kassette mit dem Film bewegt sich in ihrer Fahrtrichtung etwas langsamer als die restliche Apparatur, wodurch auf dem Film das Bild senkrecht Streifen für Streifen aufgezeichnet wird. Am Ende der Fahrt ist die Kassette schließlich um ihre eigene Länge hinter dem Träger zurückgeblieben, womit sie in gesamter Länge durch den Spalt hindurch belichtet wurde. Die einzelnen Zeilen der Zeilenkamera können alternativ zu einem digitalen OPT zusammengesetzt werden. Damit handelt es sich um eine Röntgentomographie, bei der jedoch keine plane Ebene, sondern eine gekrümmte, etwa halbellipsenförmige Fläche auf die Filmebene projiziert wird.

## Diagnostik
In erster Linie dienen OPG-Aufnahmen der Übersicht, demnach einer Grobdiagnostik, beispielsweise ob Zähne verlagert, retiniert oder nicht angelegt sind. Auch Veränderungen des Kieferknochens sind erkennbar und oft der Verlauf des Nervus mandibularis. Zahlreiche Nebenbefunde können erfasst werden. Der mittlere Bereich der Aufnahme wird durch eine verfahrenstechnisch bedingte Überprojektion der Halswirbelsäule speziell im Frontzahnbereich verschattet. Ebenso werden oft die Wurzelspitzen durch eine Überprojektion des knöchernen Gaumens verschattet. Dadurch sind diese Bereiche undeutlich abgebildet und einer präzisen Diagnostik nicht zugänglich.

## Strahlenbelastung
In der Schweiz führte der medizinische Einsatz von Röntgenstrahlung im Jahr 1998 kollektiv – mit etwa 1,3 Untersuchungen pro Einwohner – zu einer zusätzlichen Strahlenexposition von durchschnittlich rund 1 Millisievert (mSv) pro Einwohner und erhöhte die geschätzte Gesamtexposition aus natürlicher und zivilisatorischer Strahlenbelastung damit auf jährlich rund 4 mSv pro Einwohner. Die Zahnmedizin machte etwa 1 % der Röntgenuntersuchungen aus. Laut einer Studie aus dem Jahr 2004 entstand bei der Anfertigung eines OPG mittels analoger Zahnfilme mit etwa 54 Mikrosievert (μSv) eine etwas höhere Strahlenbelastung für den Patienten als bei digitaler Technik mit etwa 45 µSv. Auch wenn die effektive Dosis beim 14-Bild-Zahnfilmstatus als Röntgenstatus ähnlich hoch und ihr Anteil an der Gesamtexposition ebenso gering ist, werden doch relativ hohe lokale Dosen (insbesondere an der Haut) appliziert; die Angabe allein der effektiven Dosis lässt dies nicht erkennen.
Zum Vergleich: Bei Flugreisen in 10 bis 12 km Höhe beträgt die Strahlenbelastung etwa 5,5 µSv pro Stunde.